# Chattanooga Football Club
Chattanooga FC, é um clube de futebol da cidade de Chattanooga, Tennessee.  Disputa atualmente a National Independent Soccer Association.

## História
O Chattanooga FC foi fundado em 2009 por Tim Kelly, Krue Brock e Sheldon Grizzle para disputar a NPSL. Na sua temporada de estreia na competição a equipe terminou em terceiro lugar do grupo na primeira fase e não se classificou para os playoffs.
Em 2010 a equipe conseguiu se classificar pela primeira vez para os playoffs e conseguiu chegar até a final da competição, porém perdendo a decisão para o Sacramento Gold por 3x1. No ano de 2011 não consegue se classificar aos playoffs sendo eliminado na primeira fase, sendo o último jogo uma derrota para o Jacksonville United FC por 4x1.
Em 2012 a equipe fez uma excelente campanha, ficando em primeiro lugar na fase de grupos. Nos playoffs a equipe terminou novamente com o vice campeonato, perdendo na final para o Lehigh Valley United Sonic. Em 2013 foi eliminado pelo Fredericksburg FC, campeão daquela temporada.
No ano de 2014 novamente foi vice-campeão, perdendo a final para o New York Red Bulls U-23. Em 2015 foi vice-campeão pela quarta vez, perdendo a final para o New York Cosmos B. Em 2016 foi eliminado pelo Sonoma County Sol nas semifinais da competição.
Em 2017 a equipe disputou a primeira partida da história do Atlanta United, em um amistoso realizado no estádio do Chattanooga FC no dia 11 de fevereiro de 2017. A partida terminou 4x0 para o Atlanta United.

## Rivalidades
O principal rival do clube era o Nashville Football Club, clube da NPSL que deu origem ao Nashville Soccer Club. As duas equipes, que eram do mesmo estado do Tennessee, reuniram com as outras equipes do estado na NPSL para formar o clássico Volunteer Shield. Também participavam Knoxville Force, Inter Nashville FC e Memphis City FC.

## Estatísticas

### Participações
|  | Participações em 2020 |

| Competição     | Competição               | Temporadas | Melhor campanha             | Estreia | Última  | P | R |
| Estados Unidos | NISA                     | 1          | Estreia (2019-20)           | 2019-20 | 2019-20 |   | – |
| Estados Unidos | NPSL                     | 11         | Vice-campeão (Quatro vezes) | 2009    | 2019    |   | – |
| Estados Unidos | Lamar Hunt U.S. Open Cup | 7          | Terceira Fase (2015 e 2016) | 2011    | 2020    |   | – |